# Antigone d'Épire
Pour les articles homonymes, voir Antigone.
Antigone d'Épire (en grec Ἀντιγόνη), née avant 317 et morte en 295 av. J.-C., est une aristocrate grecque macédonienne. Elle appartient à la dynastie ptolémaïque du fait du second mariage de sa mère et devient reine d'Épire par son mariage avec Pyrrhus.

## Biographie
Antigone est la fille et seconde enfant de Bérénice, une aristocrate d'Éordée, et de son premier époux, Philippe (en). Elle est la sœur cadette de Magas de Cyrène et a une sœur plus jeune, Théoxène (en).
La mère de Bérénice est la nièce du puissant régent Antipater et est apparentée à la dynastie des Argéades.
Le père d'Antigone, Philippe, est le fils d'Amyntas et d'une mère inconnue. Selon Plutarque (Pyrrhus 4.4), son père aurait été auparavant marié une première fois et aurait eu des enfants de cette première union, notamment des filles.
Vers 318 av. J.-C., le père d'Antigone meurt de causes naturelles. Après la mort de Philippe, la mère d'Antigone emmène celle-ci ainsi que ses frères et sœurs en Égypte où ils rejoignent l'entourage de sa cousine, Eurydice. Eurydice était alors l'épouse de Ptolémée Ier, premier dirigeant et fondateur de la dynastie ptolémaïque.
En 317 av. J.-C., Ptolémée Ier s'éprend de Bérénice et divorce d'Eurydice afin de l'épouser. Par le mariage de sa mère avec Ptolémée Ier, Antigone devient la belle-fille de ce dernier et vit à la cour de son beau-père. Sa mère aura trois enfants avec Ptolémée Ier : deux filles, Arsinoé II et Philotera (en), ainsi qu'un garçon, le futur Pharaon Ptolémée II.
En 299 av. J.-C., Pyrrhus est envoyé en Égypte comme otage par Démétrios Ier Poliorcète dans le cadre d'un rapprochement de courte durée entre Démétrios Ier et Ptolémée Ier. En 299 ou en 298 av. J.-C., Ptolémée Ier arrange le mariage de Pyrrhus et Antigone,.
Pyrrhus obtient ensuite de la part de Ptolémée une flotte de navires ainsi que des fonds pour retourner avec Antigone dans son royaume d'Épire. Pyrrhus conclut alors un accord avec son parent Néoptolème II, qui avait usurpé le trône, afin de gouverner conjointement le royaume d'Épire.

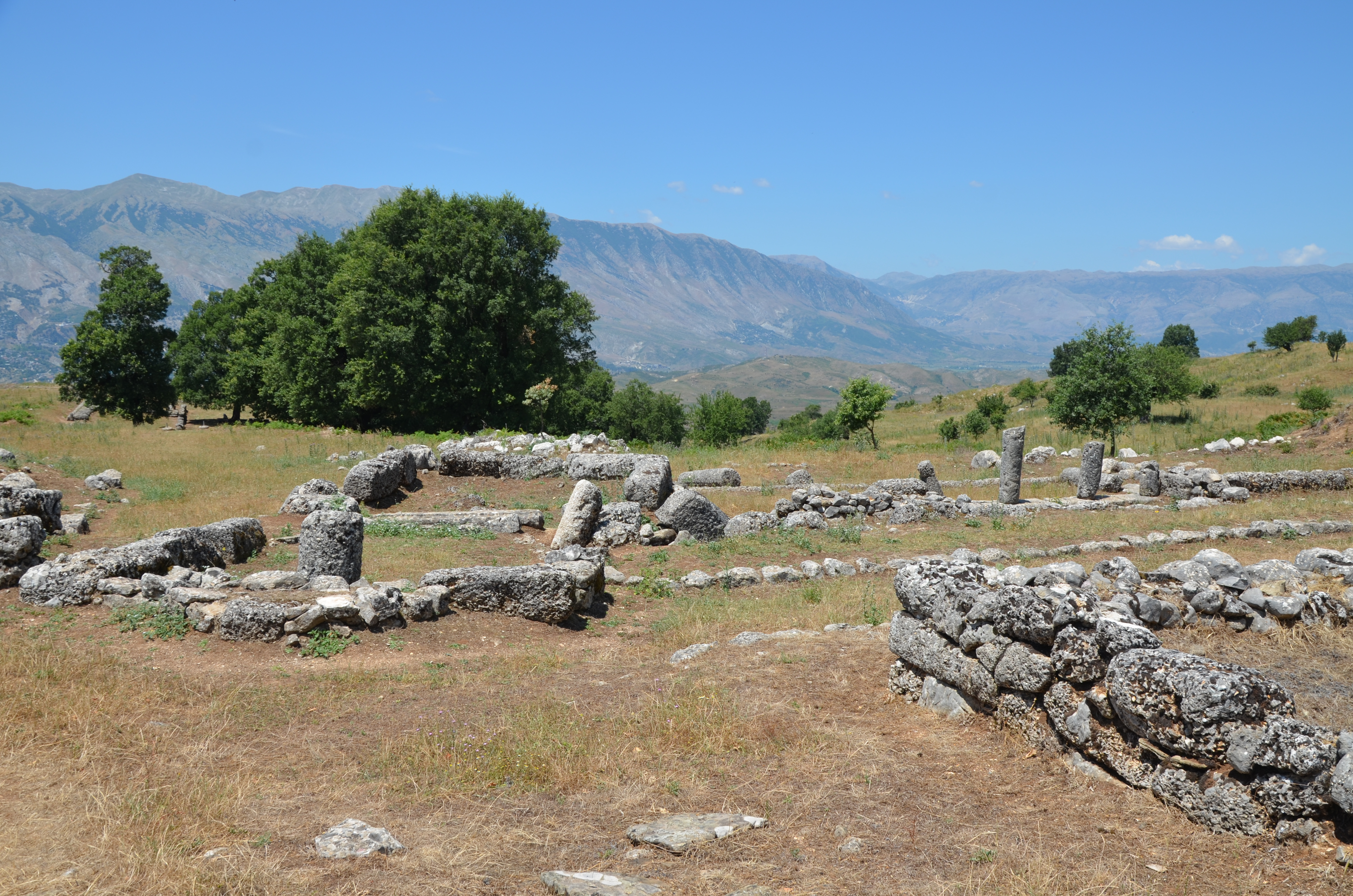
Les ruines d'Antigonie, en Albanie.

Antigone a deux enfants avec Pyrrhus : une fille appelée Olympias et un fils du nom de Ptolémée (en). Antigone est probablement morte en couches, car elle semble être morte la même année que la naissance de son fils.
En honneur posthume à son épouse, Pyrrhus fonde une colonie qu'il nomme Antigonie, dont les ruines sont encore visibles près de la ville actuelle de Gjirokastre, en Albanie.